# Ekonomika Moldavska
Moldavsko je bývalá svazová republika Sovětského svazu ve Východní Evropě. Je to vnitrozemský stát, sousedí s Ukrajinou na východě a Rumunskem na západě. Země se potýká s velkými ekonomickými problémy. Hrubý domácí produkt je zde nejnižší z evropských zemí. Země je nejchudším evropským státem, příjmy na osobu jsou na stejné úrovni jako má Nikaragua a poloviční jako v Albánii.
V zemi se platí moldavským leu (počátkem roku 2010 měl hodnotu přibližně 1,55 Kč), za jehož stabilitu odpovídá Národní banka Moldavska.

## Historie
Východní polovina Moldávie, tedy Besarábie, jejíž území zaujímá dnešní Moldavsko, bylo tradičně chudou a suchou zemědělskou oblastí. Souhrou historických událostí mají dnes Moldavané vlastní stát, přestože mezi světovými válkami patřila Besarábie k tzv. Velkému Rumunsku a její obyvatelé se označovali za Rumuny. Po obsazení Besarábie sovětskými vojsky roku 1940 byly však svazky s Rumunskem násilně zpřetrhány. Vznikla zde Moldavská sovětská socialistická republika, součást Sovětského svazu. Na rozdíl od sousední Ukrajiny však neproběhla výraznější industrializace, nevznikla srovnatelná síť dopravních cest. Rozpad Sovětského svazu tedy znamenal pro moldavskou ekonomiku velmi silný otřes; dodnes je hlavním partnerem Rusko a separatistické Podněstří se hlásí ke komunismu. Po hluboké krizi 90. let, kdy zemi v ekonomických ukazatelích předstihla i Albánie, přichází pomalé zlepšení situace.

## Současnost

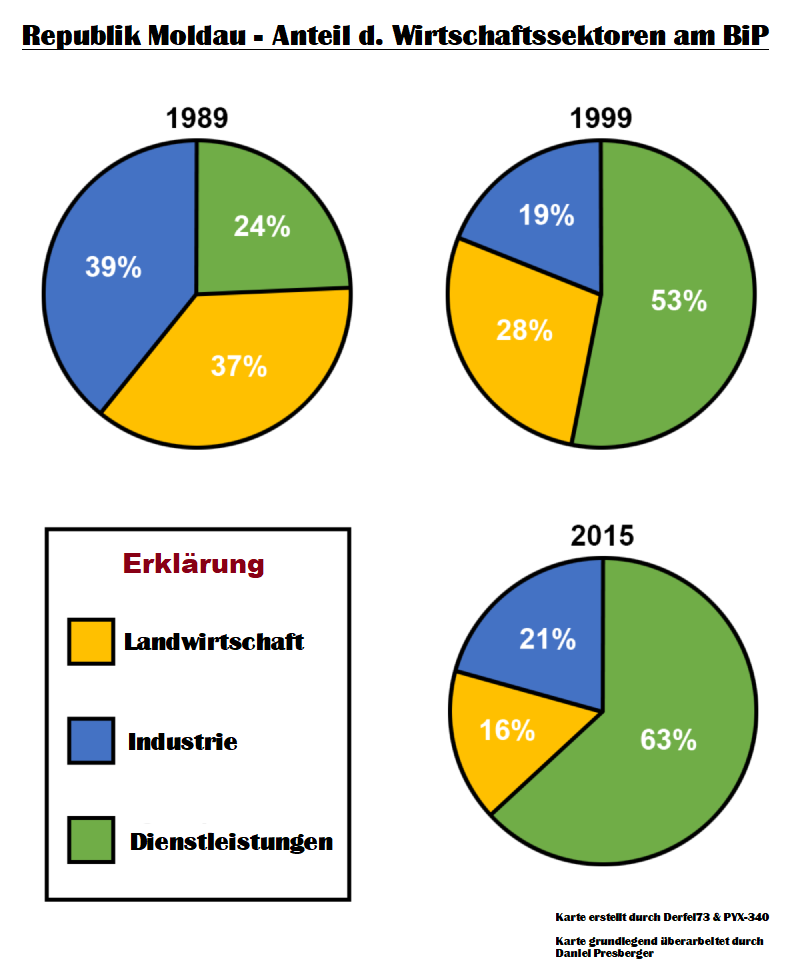
Hrubý domácí produkt

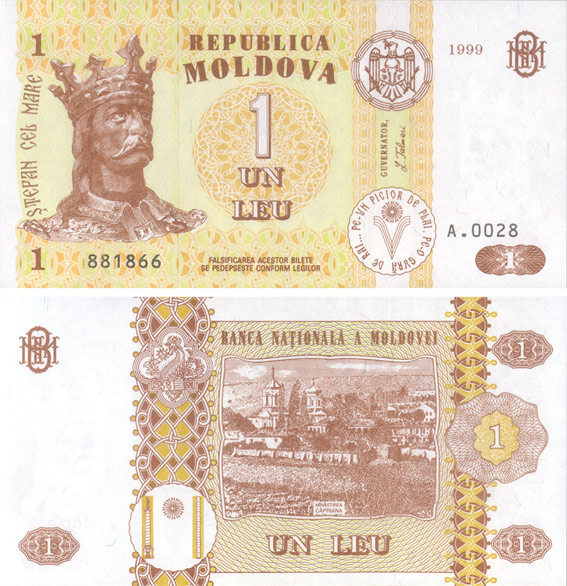
Bankovka 1 moldavské leu

HDP na hlavu v roce 2012 činil 2037 USD, což z Moldavska dělá nejen nejchudší stát Evropy, ale i jeden z nejchudších států světa, kdy ho předstihují i takové státy jako Papua Nová Guinea, Filipíny nebo Kongo. Hlavní město Kišiněv zbytek země silně ekonomicky převyšuje, ale jinak Moldavsko nemá dobré vyhlídky.
Země nemá velký turistický potenciál (hory ani moře) a nikterak velké zásoby nerostných surovin. Má špatnou infrastrukturu a v zemi jsou velmi nízké platy, kvůli kterým ji opouštějí její obyvatelé (mnoho jich zvláště za socialismu pracovalo v Československu, nejvíce jich nyní pracuje v Rusku a Itálii) a zahraniční investoři zatím nejeví zájem přinést do země tolik potřebný kapitál. Objem peněz, které v zahraničí pracující Moldavané posílají svým rodinám domů, dvakrát převyšuje moldavský rozpočet. V zahraničí Moldavané obvykle dostávají řádově vyšší plat, než ve své rodné zemi. V roce 2007 vykázal rozpočet saldo -200 000 000 MDL. Naděje na ekonomický růst země je spojována se vstupem do Evropské unie, ten však v blízké budoucnosti pravděpodobně nenastane. Moldavsko je členským státem mezistátních ekonomických bloků Společenství nezávislých států a Středoevropská zóna volného obchodu.
Moldavsko je prioritní zemí české zahraniční rozvojové spolupráce. V jejím rámci ČR pomáhá s rozvojem ve třech hlavních sektorech: ochrana životního prostředí, rozvoj lidských zdrojů (především prevence migrace) a vzdělání.

### Hospodářské ukazatele
- HDP – $ 12,04 mld. (2011)
- Růst HDP – 0,8 % (2012)
- HDP na obyvatele – $ 3400 (2011)
- Složení ekonomiky – Zemědělství: 17,8 %, průmysl: 21,7 %, služby: 60,5 %
- Nezaměstnanost – 7,3 % (2011)
- Veřejný dluh – 23,3 % HDP
- Inflace – 7,9 % (2011)
- Průměrný hrubý příjem – $250 (2010)

Hlavní vývozní komodity:
potraviny, textil, stroje
Hlavní dovozní komodity:
Ropa a zemní plyn, pohonné hmoty, železné a jiné rudy, stroje a zařízení, chemikálie, textil